# Terapia fotodinámica
La terapia fotodinámica es un procedimiento terapéutico que se utiliza en medicina, principalmente en dermatología, para el tratamiento de varias enfermedades de la piel, sobre todo cáncer de piel (carcinoma basocelular y carcinoma espinocelular), también en la enfermedad de Bowen, acné, rosácea, liquen y para tratamientos estéticos de fotorejuvenecimiento.
La técnica se basa en la administración de un agente fotosensibilizante y en la posterior estimulación de la zona a tratar mediante luz de la longitud de onda adecuada. Ello induce la formación de radicales libres y la destrucción de las células malignas. La selectividad del tratamiento se basa en la mayor capacidad que tienen
las células tumorales para concentrar la sustancia fotosensibilizante si se compara con las células sanas. Por otra parte la aplicación de la estimulación luminosa provoca la muerte de las bacterias, debido a que produce formas reactivas de oxígeno causadas por la estimulación de la luz sobre los agentes fotosensibilizantes.